# Челябинский государственный музей изобразительных искусств
Челябинский государственный музей изобразительных искусств — единственный в Челябинской области художественный музей, последовательно представляющий развитие регионального, русского, западноевропейского, восточного искусства. Открыт 6 июня 1940 года в здании Александро-Невской церкви на Алом поле, в то время имевшей статус картинной галереи.

## История музея

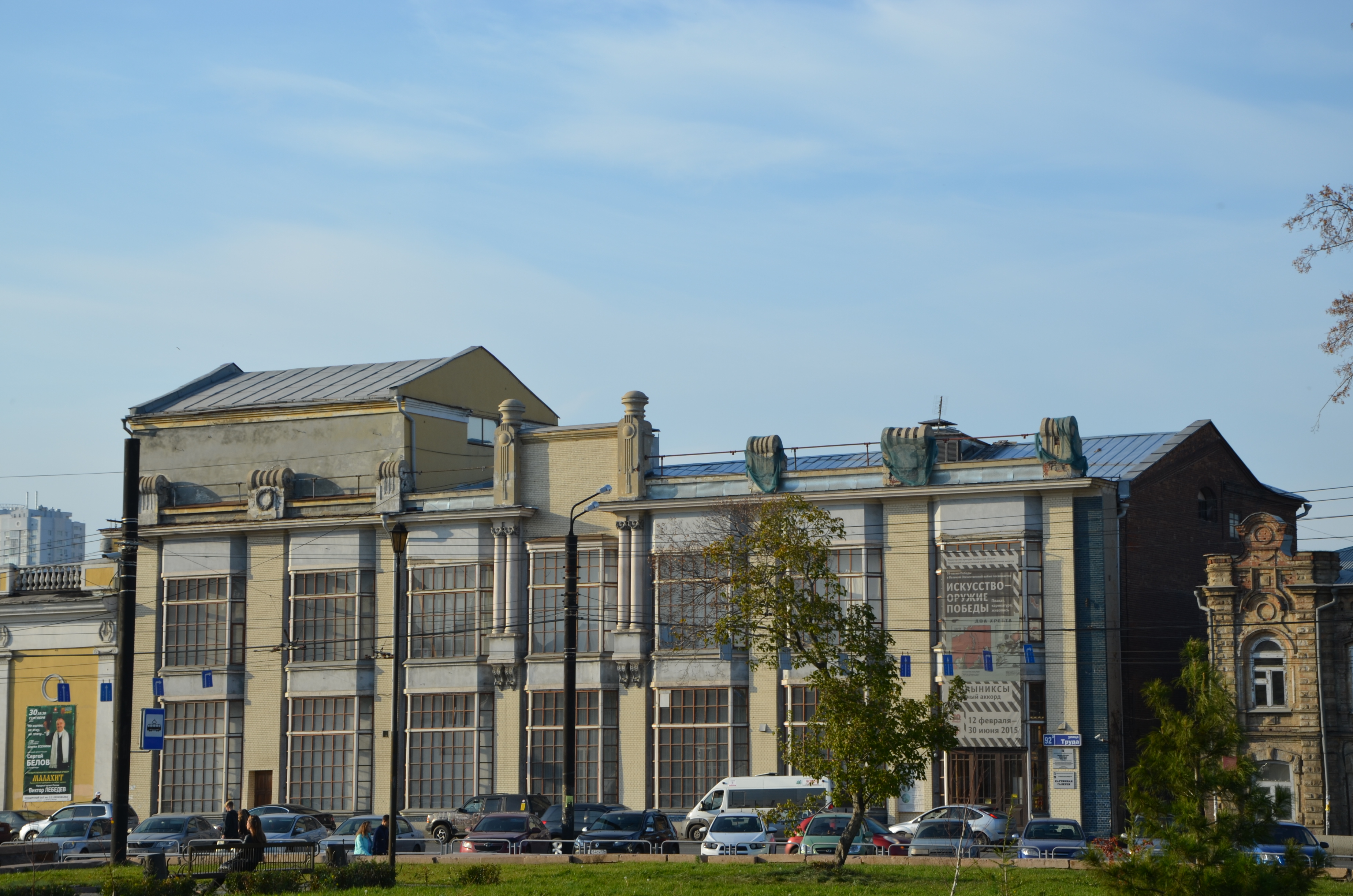
Картинная галерея музея расположена в здании пассажа Яушевых

Основателем и первым директором музея стал Л. П. Клевенский — журналист, художественный критик, первый искусствовед в истории челябинского отделения Союза художников. При его участии были заложены основы формирования коллекции произведений искусства. В 1940 году галерея получила более ста произведений живописи и графики из Государственного Русского музея.
В 1950-е годы собрание музея было перемещено в уникальное здание — объект культурного наследия — пассаж братьев Яушевых. В то время серьёзный вклад в развитие музея внёс его новый директор Г. Н. Лапин.
Ежегодно в музее проходят более 25 выставок, реализуются выставочные программы, международные проекты.
Для посетителей проводятся познавательные экскурсии на постоянных и временных экспозициях, проходят тематические лектории, цикловые занятия для школьников, адаптированные к различным возрастным категориям. Неотъемлемой частью стали и традиционные музыкальные, поэтические, театральные вечера в залах музея.
Немаловажна внутренняя научно-исследовательская работа. Сотрудники музея изучают уникальные архивные материалы и публикуют научные статьи, что является основой и стимулом для развития самого музея и художественной культуры региона.
Современный административный статус музей приобрёл в 2005 году, при объединении двух музеев — Челябинской областной картинной галереи и Музея декоративно-прикладного искусства Урала. Директором музея стал С. О. Ткаченко.
Экспозиции Музея изобразительных искусств размещены на двух площадках, находящихся в историческом и административном центре Челябинска:
- Картинная галерея (улица Труда, 92-а);
- Выставочный зал (площадь Революции, 1).

## Коллекции музея
Коллекция музея насчитывает более 16 000 произведений, включающих живопись, графику, скульптуру, декоративно-прикладное искусство.
В коллекции музея представлены уникальные работы признанных художников мирового уровня. Западноевропейское искусство отмечено произведениями итальянских, французских, немецких, австрийских, испанских художников XVI—XIX вв. Многогранно и русское искусство — начиная с XVII века и заканчивая настоящим, оно объединяет разные по своей природе и направленности стили и направления — работы Передвижников, творческих объединений XX века. В собрании большая коллекция советского периода, где можно увидеть произведения ведущих мастеров социалистического реализма: А. А. Дейнеки, К. Ф. Юона. Также имеется коллекция предметов искусства Востока, сформированная ещё с 1950-х годов; сегодня она насчитывает более 250 единиц хранения.
Коллекцию древнерусского искусства XVI—XIX веков представляют произведения иконописи различных школ, включая и уральскую икону. Коллекция старопечатной и рукописной книги включает в себя такое ценнейшее издание, как Тетраевангелие анонимной московской типографии дофедоровского периода книгопечатания.
Особую нишу в коллекции музея занимает уральское искусство. Произведения челябинских художников составляют самое значительное собрание музея. У истоков местной художественной жизни в 1920—1940-е годы стояли такие художники, как Н. Русаков, И. Вандышев, В. Челинцова, А. Сосновский, П. Юдаков, О. Перовская. Наряду с работами изобразительного искусства достойны внимания произведения каслинских и кусинских мастеров литья из чугуна, изделия златоустовских мастеров гравюры на металле, произведения камнерезного искусства.
Коллекции театрально-декорационного искусства, декоративно-прикладного искусства дополняют представление о многообразии состава музейного собрания и его особенностях.

### Русское искусство XVIII — нач. XX вв.
Коллекция классической живописи представлена автопортретом Д. Г. Левицкого, портретами О. А. Кипренского, В. К. Шебуева, парадными портретами И. Б. Лампи «Екатерина II-законодательница» и Ж. Л. Монье «Портрет императрицы Елизаветы Алексеевны». Жанровая живопись представлена произведениями В. А. Тропинина, А. Г. Венецианова, А. О. Орловского; академическое искусство — произведениями Т. А. Неффа, Г. И. Яковлева, И. К. Макарова, Г. М. Манизера, С. П. Постникова. В собрании имеется три пейзажа И. К. Айвазовского. Творчество художников, входивших в Товарищество передвижных художественных выставок, отражают жанровые произведения В. Е. Маковского, Н. Г. Богданова, Н. А. Ярошенко, пейзажи А. И. Куинджи, И. И. Шишкина, М. К. Клодта, И. И. Левитана, Н. Н. Дубовского, портреты В. Г. Перова, И. Н. Крамского.

## Галерея

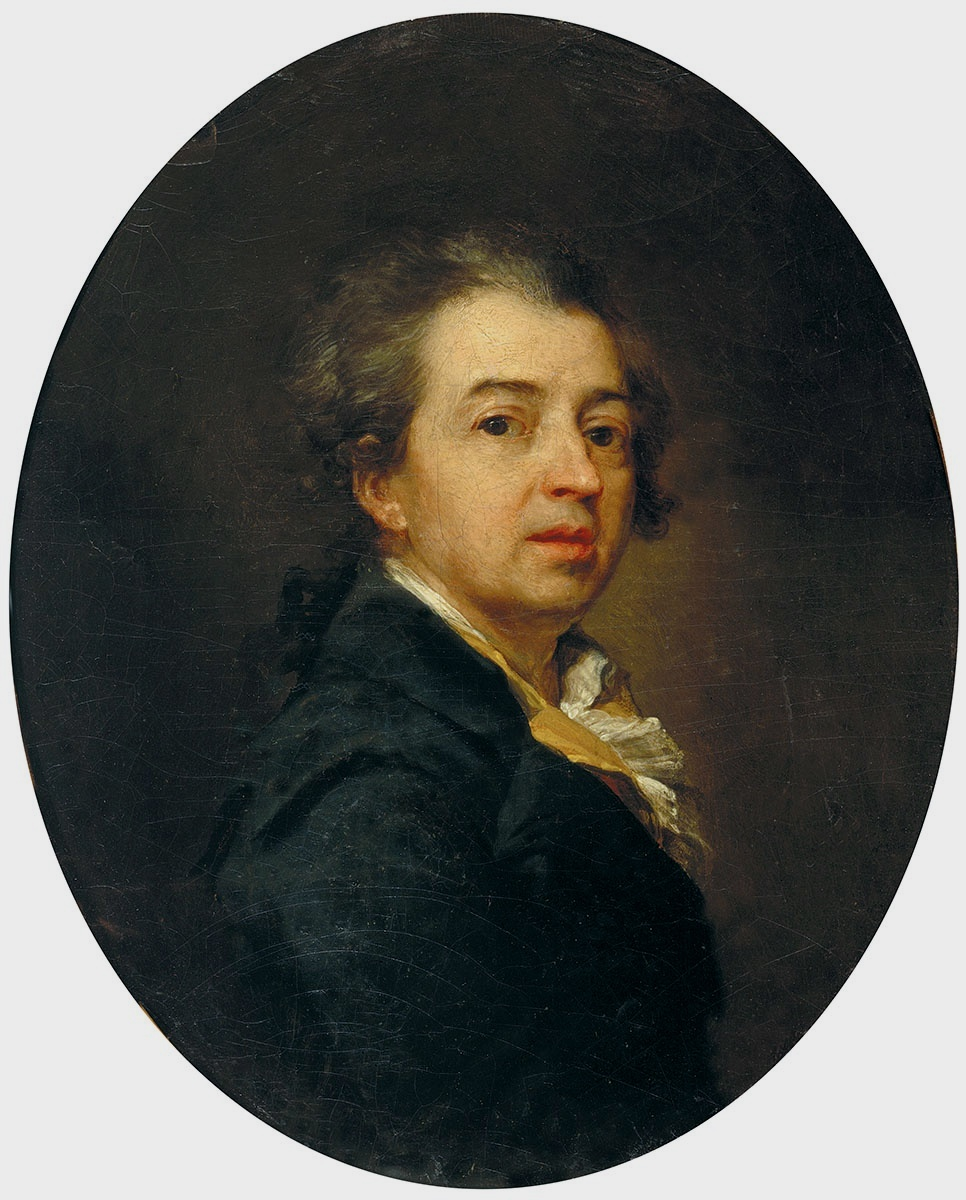
Левицкий Д.Г. Автопортрет. 1783 (?)
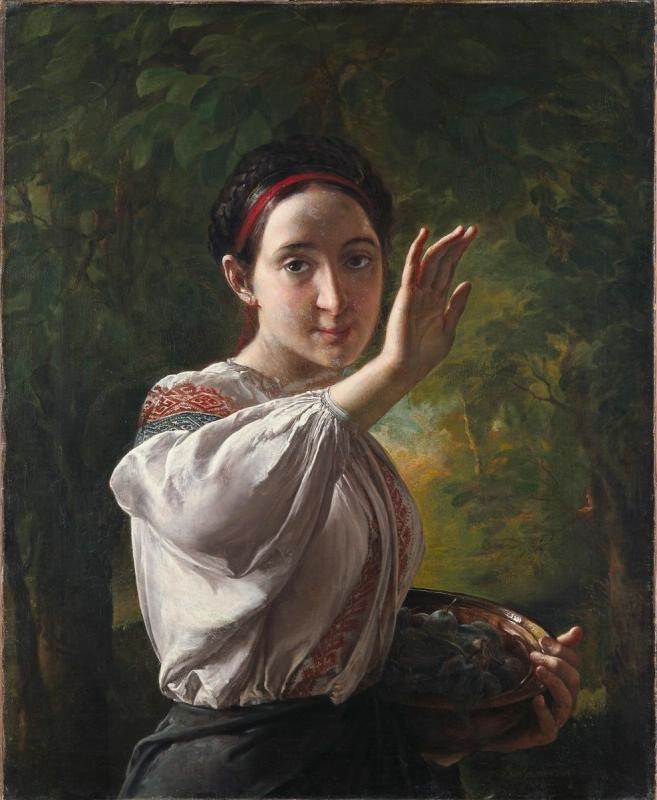
Тропинин В. А. Девушка со сливами. 1848
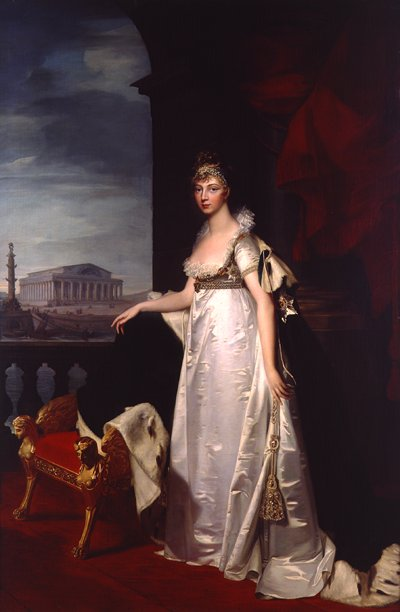
Монье Ж.-Л. Портрет императрицы Елизаветы Алексеевны. 1805
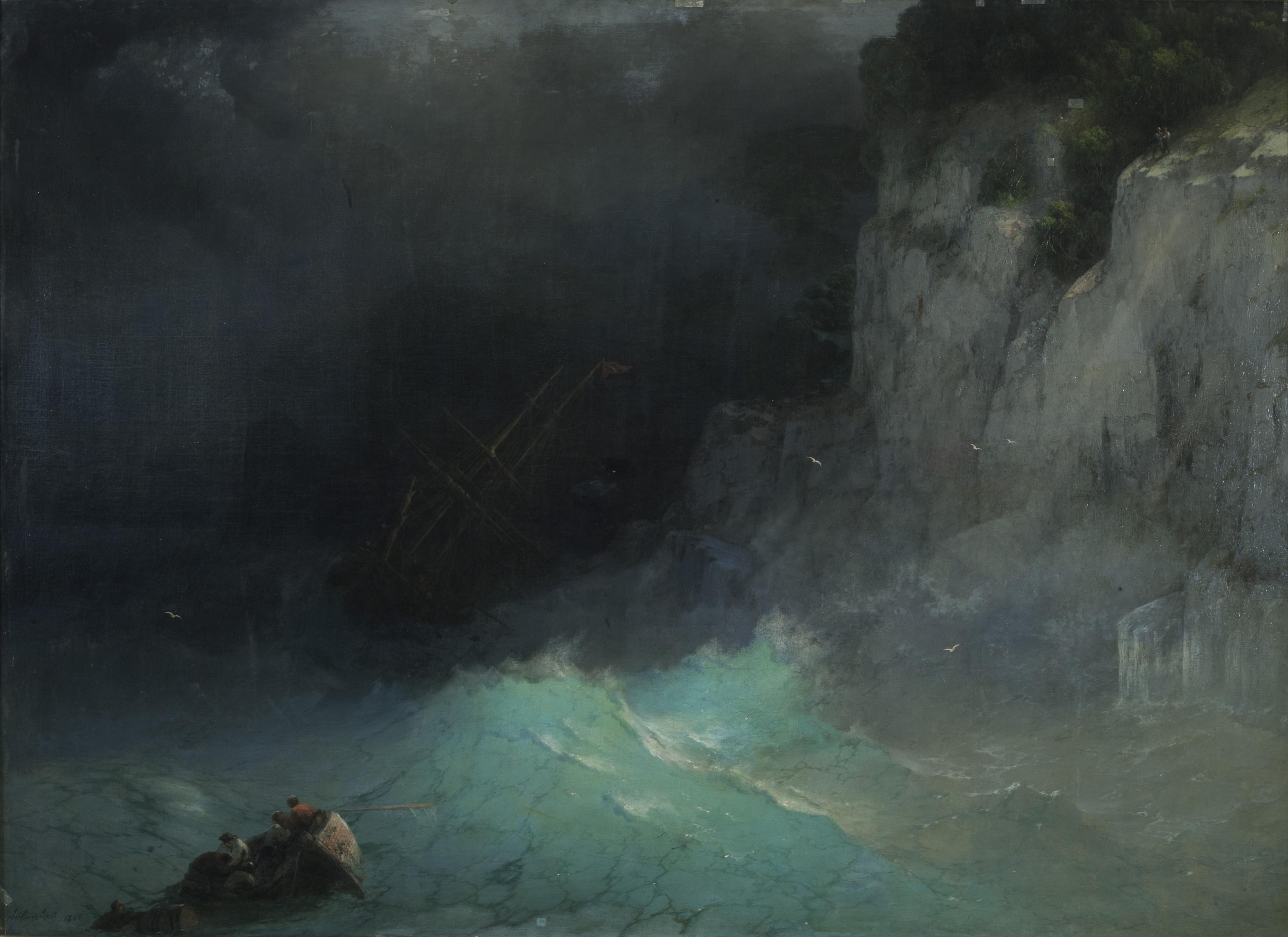
Айвазовский И. К. Шторм. 1861